# Нуженали
Нужена́ли (рос. Нуженалы, марій. Нужаял) — присілок у складі Гірськомарійського району Марій Ел, Росія. Входить до складу Єласівського сільського поселення.

## Населення
Населення — 58 осіб (2010; 89 у 2002).
Національний склад (станом на 2002 рік):
- марі — 96 %